# Thurber Prize for American Humor
Der Thurber Prize for American Humor ist eine Auszeichnung, die seit 1997 an US-amerikanische Humoristen und Satiriker vergeben wird. Er gilt als renommiertester Humorpreis des Landes.
Der Thurber Prize ist mit $ 5.000 dotiert. Er ist benannt nach James Thurber (1894–1961), der lange Zeit als Cartoonist und Autor für den New Yorker arbeitete. Die Jury setzt sich jeweils aus drei bekannten Journalisten und Autoren zusammen. Verliehen wird der Preis vom Thurber House in Columbus (Ohio), das der Pflege des Andenkens an James Thurber und der Förderung der Literatur gewidmet ist.
Von 1997 bis 2001 wurde der Preis alle zwei Jahre vergeben; seit 2004 jährlich. Nominiert werden können Veröffentlichungen, die jeweils im vorangegangenen Jahr in den USA erschienen sind.

## Preisträger
- 1997: Ian Frazier für Coyote vs. Acme. ISBN 0312420587
- 1999: The Onion für Our Dumb Century: 100 Years of Headlines from America’s Finest News Source. ISBN 0762418664
- 2001: David Sedaris für Me Talk Pretty One Day. ISBN 0316777218
- 2004: Christopher Buckley für No Way to Treat a First Lady. ISBN 0751533890
- 2005: Jon Stewart und die Autoren der Daily Show für The Daily Show with Jon Stewart Presents America (The Book): A Citizen’s Guide to Democracy Inaction. ISBN 0446532681
- 2006: Alan Zweibel für The Other Shulman. ISBN 081297283X
- 2007: Joe Keenan für My Lucky Star. ISBN 978-0316060196
- 2008: Larry Doyle für I Love You, Beth Cooper. ISBN 978-0061236174
- 2009: Ian Frazier für Lamentations of the Father. ISBN 978-0374281625
- 2010: Steve Hely für How I Became a Famous Novelist. ISBN 978-0802170606
- 2011: David Rakoff für Half Empty
- 2012: Calvin Trillin für Quite Enough of Calvin Trillin: Forty Years of Funny Stuff
- 2013: Dan Zevin für Dan Gets a Minivan
- 2014: John Kenney für Truth In Advertising
- 2015: Julie Schumacher für Dear Committee Members
- 2016: Harrison Scott Key für The World's Largest Man
- 2017: Trevor Noah für Born a Crime: Stories from a South African Childhood
- 2018: Patricia Lockwood für Priestdaddy
- 2019: Simon Rich für Hits & Misses
- 2020: Damon Young für What Doesn’t Kill You Makes You Blacker
- 2021: James McBride für Deacon King Kong